# (7463) Oukawamine
(7463) Oukawamine (1985 SB) – planetoida z pasa głównego asteroid okrążająca Słońce w ciągu 3,8 lat w średniej odległości 2,43 j.a. Odkryta 20 września 1985 roku.